# Deluxe Records – Let’s Go!
Deluxe Records – Let’s Go! ist der erste Sampler des deutschen Musiklabels Deluxe Records. Das Album erschien im November 2005 und diente der Präsentation der Künstler des Labels.

## Entstehung und Veröffentlichung
Im Jahr 2003 meldete das Hamburger Label Eimsbush Insolvenz an. Das Label war eine Plattform für Hip-Hop-Künstler wie Dynamite Deluxe, D-Flame und Illo 77 gewesen. Samy Deluxe gründete daraufhin das Label Deluxe Records als Sublabel von EMI Group. Des Weiteren eröffnete der Hamburger Rapper Hamburgs Finest als unabhängige Plattform, über die Künstler aus seinem Umfeld Mixtapes veröffentlichen konnten. Abgesehen von den unterschiedlichen rechtlichen Status von Deluxe Records und Hamburgs Finest arbeiteten dieselben Personen an den Projekten der beiden Firmen. DJ Dynamite übernahm gemeinsam mit Samy Deluxe die Geschäftsführung von Hamburgs Finest und Illo und Headliners waren die ersten Musiker, die die neu gegründete Hamburger Plattform nutzen konnten. Der Sampler Deluxe Records – Let’s Go! entstand daraufhin um Illo und die aus den Rappern Eddy Soulo, Neo und Dashenn bestehenden Headliners, die zum Zeitpunkt der Veröffentlichung noch keinen festen Vertrag mit Deluxe Records hatten, einem breiteren Publikum vorzustellen. In einem Interview erklärte Illo, der zuvor die Arbeitsprozesse bei Eimsbush miterlebt hatte, worin die Unterschiede zwischen dem insolventen Label und Deluxe Records bestehen:

„Hier wird eine Basis geboten, auf der Business gemacht wird, und die Musik wird drumherum aufgebaut. Bei Eimsbush war zuerst die Musik da, und dann wurde versucht, das Business nebenbei zu führen. Da saßen fünf Leute auf der Couch und haben einen geraucht – jetzt gehen wir ins Studio um zu arbeiten. Rap ist eben unser Job.“

Die Erstveröffentlichung des Samplers erfolgte schließlich am 25. November 2005. Das Album erschien in seiner Originalausführung als CD (Katalognummer: 0946 3 48108 2 1) und LP (Katalognummer: 0946 3 48377 1 2) mit 17 Titeln.

## Titelliste
| #  | Titel                             | Interpretation                        | Produktion            | Länge |
| -- | --------------------------------- | ------------------------------------- | --------------------- | ----- |
| 1  | Startschuss                       | Samy Deluxe, Eddy Soulo und Dashenn   | David Banner          | 4:16  |
| 2  | Illo Anthem                       | Illo und Samy Deluxe                  | KAOS                  | 3:11  |
| 3  | Verlieb’ Dich nie in einen Rapper | Samy Deluxe und Dashenn               | Phrequincy            | 4:36  |
| 4  | Sag Ihnen Bescheid                | Headliners                            | Tropf                 | 3:33  |
| 5  | Let’s Go!                         | Samy Deluxe                           | Tropf und DJ Dynamite | 2:48  |
| 6  | Beatbox Skit                      | Samy Deluxe, Neo und Eddy Soulo       | Samy Deluxe           | 2:51  |
| 7  | Extra Extra                       | Samy Deluxe, Neo, Illo und Eddy Soulo | Jaz-O                 | 4:08  |
| 8  | S.O.S. Liebe                      | Illo und J-Luv                        | DJ Rocky              | 3:36  |
| 9  | Sorge Song                        | Samy Deluxe                           | DJ Dynamite           | 3:49  |
| 10 | Dies ist HF                       | Samy Deluxe, Neo und Dashenn          | Rob Easy              | 3:02  |
| 11 | Ach was, Mama                     | Eddy Soulo und Neo                    | Meru/Howie Like It    | 4:02  |
| 12 | Die Reise ist das Ziel            | Samy Deluxe und Brooke Russel         | Rob Easy              | 3:49  |
| 13 | Schönste Frau                     | Samy Deluxe, Neo und Dashenn          | DJ Dynamite           | 5:31  |
| 14 | Warte mal Sam                     | Samy Deluxe                           | DJ 360                | 2:35  |
| 15 | DSB                               | Illo und Rob Easy                     | Rob Easy              | 3:39  |
| 16 | Homie                             | Headliners                            | Phrequincy            | 3:55  |
| 17 | Land in Sicht                     | Samy Deluxe und Neo                   | Samy Deluxe           | 3:42  |

## Singleauskopplungen
Der Titel Let’s Go! wurde als erste Single ausgewählt. Sie erschien am 19. November 2005 und enthält die Album-, die Instrumental- und die A-cappella-Version des Lieds Let’s Go! sowie das Stück Extra Extra, die dazugehörige Instrumental-Version des Titels und das Video zu Let’s Go!. Das Video zur Single spielt in einem Fast-Food-Lokal. Im Clip spielen unter anderem die Hip-Hop-Musiker Jan Delay und Torch mit. Die Single stieg am 5. Dezember 2005 auf Platz 35 der deutschen Singlecharts ein und konnte sich neun Wochen in den Top 100 platzieren.
Singles in den Charts

| Jahr | Titel     | Höchstplatzierung, Gesamtwochen, AuszeichnungChartplatzierungen (Jahr, Titel, , Platzierungen, Wochen, Auszeichnungen, Anmerkungen) | Höchstplatzierung, Gesamtwochen, AuszeichnungChartplatzierungen (Jahr, Titel, , Platzierungen, Wochen, Auszeichnungen, Anmerkungen) | Höchstplatzierung, Gesamtwochen, AuszeichnungChartplatzierungen (Jahr, Titel, , Platzierungen, Wochen, Auszeichnungen, Anmerkungen) | Anmerkungen                             |
| Jahr | Titel     | DE | AT | CH | Anmerkungen                             |
| ---- | --------- | --- | --- | --- | --------------------------------------- |
| 2005 | Let’s Go! | DE35 (9 Wo.)DE | AT52 (2 Wo.)AT | CH95 (1 Wo.)CH | Erstveröffentlichung: 25. November 2005 |

## Deluxe Records – Let’s Go! Tour
Im Rahmen der Veröffentlichung wurden zwei Tourneen unter dem Titel Deluxe Records – Let’s Go!-Tour absolviert. Am 2. November 2005 startete die Tournee in Lüneburg und wurde nach elf Konzerten in Hamburg am 20. November beendet. Neben Samy Deluxe, Headliners und Illo, waren auch die Hip-Hop-Musiker Blade, DJ Dynamite und Tropf bei den Auftritten dabei. Im März 2006 wurde die Tournee fortgesetzt. Am 8. März traten die Musiker in Magdeburg auf. Nach acht Terminen endete die Tour am 24. März 2006 nach einem Auftritt in Flensburg.

## Rezensionen
Das deutsche Hip-Hop-Magazin Juice wertete den Sampler mit 4,5 von möglichen 6 „Kronen“. Insbesondere Samy Deluxe unterstreiche seine herausragende Position unter den deutschen Rappern und sei „über alle Zweifel erhaben“. Aber auch die Headliners und Illo werden in der Rezension positiv hervorgehoben. Die Titel Ach was, Mama und Homie der Headliners seien aus Sicht des Rezensenten inhaltlich nah „am Peinlichen“. Dagegen werden Sorge Song, S.O.S. Liebe, Beatbox-Skit und Extra, Extra! gelobt. Die Redaktion ernannte die Single Let’s Go! zur „Single des Monats“. Dabei sei der Text zwar wenig originell, dafür wird aber die Produktion von Tropf und DJ Dynamite sowie Samy Deluxe Flow positiv hervorgehoben.
Dani Fromm verfasste zu dem Sampler eine Kritik für die E-Zine Laut.de. Der Tonträger erhält dabei vier von möglichen fünf Bewertungspunkten und bescherte Fromm ein „erhebliches Hörvergnügen“. Sag Ihnen Bescheid, Illo Anthem und Dies ist HF werden zu Beginn der Rezension für die Produktionen gelobt. Die Texte der Rapper seien vielfältig, sodass einige Titel der Stilrichtung des Storytellings, darunter die Stücke Die Reise ist das Ziel, S.O.S. Liebe und Ach was, Mama, zugeordnet werden können. Als „persönliches Highlight“ siehe Fromm den Titel Schönste Frau an. Neben den Texten, lobt die Rezensentin außerdem die Vortragsweise der Rapper, wobei auch die Headliners, die in anderen Kritiken häufig negativ kritisiert worden sind, gelobt werden. Als einzig negativen Punkt nennt Fromm die Gestaltung des Artworks.

## Kommerzieller Erfolg
Deluxe Records – Let’s Go! konnte in der 50. Kalenderwoche des Jahrs 2005 auf Rang 26 der deutschen Albumcharts einsteigen. In den folgenden beiden Wochen fiel der Tonträger auf die Plätze 62 und 93. Nach einer Woche ohne Platzierung, folgten Anfang 2006 mit Position 93 und 90 zwei weitere Chartnotierungen.
In der Schweiz stieg der Sampler am 11. Dezember 2005 auf Platz 53 der Charts ein und hielt sich insgesamt drei Wochen in der Hitparade. Dagegen belegte das Album mit Rang 52 lediglich eine Woche eine Platzierung in der österreichischen Albumcharts.
| ChartsChartplatzierungen | Höchstplatzierung | Wochen |
| ------------------------ | ----------------- | ------ |
| Deutschland (GfK)        | 26 (5 Wo.)        | 5      |
| Österreich (Ö3)          | 52 (1 Wo.)        | 1      |
| Schweiz (IFPI)           | 53 (3 Wo.)        | 3      |